# 足利将军家

足利家家纹

足利将军家（日语：／）是足利氏的宗家。自足利尊氏以来，代代世袭室町幕府征夷大将军的职位。初代将军足利尊氏去世后，由其嫡长子足利义诠继承，一直延续到第十五代足利义昭。自二代将军足利义诠开始，历代将军的名字均使用“义”字作为通字。